# Фиат Гранде Панда
„Фиат Гранде Панда“ (Fiat Grande Panda) е модел малки автомобили (сегмент B) на италианската компания „Фиат“, произвеждан от 2024 година.
„Фиат Гранде Панда“ е базиран на обща платформа с няколко други модела на групата „Стелантис“, сред които в същия клас е „Ситроен C3 IV“, и се произвежда в завода ѝ в Крагуевац в Сърбия. Той наследява с прекъсване от седем години модела „Фиат Пунто“ и при пускането си в продажба е най-евтиният електрически малък автомобил на европейския пазар.